# ريكن دوشكي

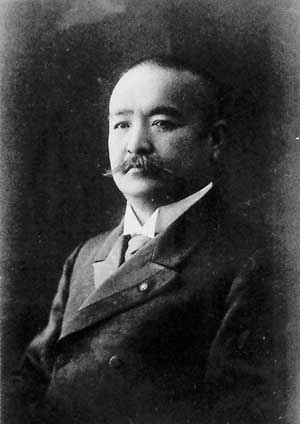
مؤسس حزب ريكن دوشكي، تارو كاتسورا

ريكن دوشكي  (باليابانية: 立憲同志会) (يُعرف الحزب أيضًا باسم دوشكي) هو حزب سياسي ياباني أسسه رئيس الوزراء الياباني تارو كاتسورا في 7 فبراير 1913. نشط في عهد إمبراطورية اليابان في أوائل القرن العشرين.